# Ситенко Олексій Григорович
Олексі́й Григо́рович Сите́нко (нар. 12 лютого 1927, с. Нові Млини Борзнянського району Чернігівської області — пом. 11 лютого 2002, Київ) — український фізик-теоретик, академік АН УРСР (обраний 1 квітня 1982), доктор фізико-математичних наук (1959), професор (1961).

## Життєпис

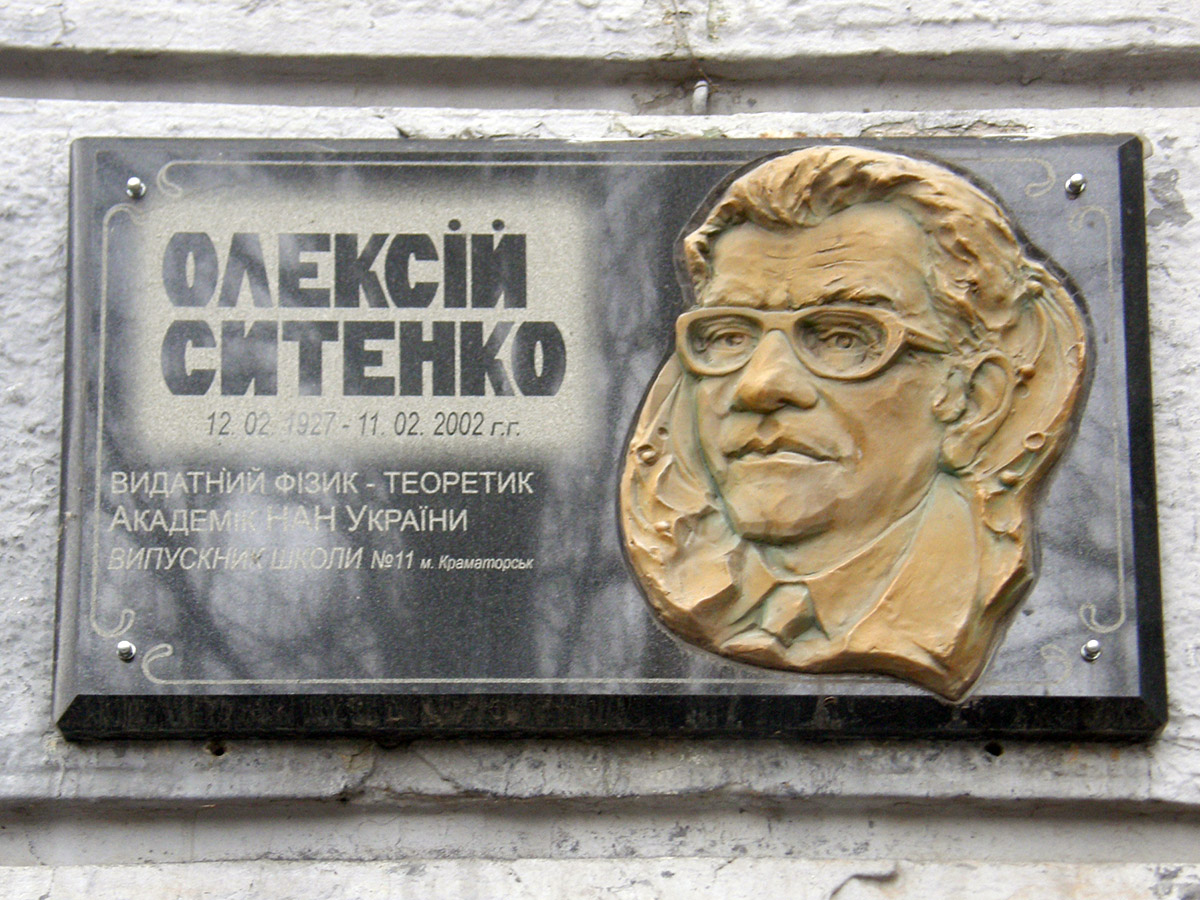
меморіяльна дошка Олексію Ситенку на школі № 11 у Краматорську

Народився 12 лютого 1927 р. в с. Нові Млини Батуринського району Чернігівської області. Після закінчення середньої школи 1944 р. у Краматорську і вступив до фізико-математичного факультету Харківського університету, який з відзнакою закінчив у 1949 році. Продовживши навчання в аспірантурі, у 1952 році захистив дисертацію на здобуття ступеня кандидата наук.
Працював у Харківському університеті асистентом, доцентом і професором теоретичної фізики. (1952—1961), в Інституті фізики АН УРСР (1961—1968). З 1963 року — одночасно професор Київського державного університету імені Т. Г. Шевченка. З 1965 очолював кафедру теорії ядра та елементарних частинок КДУ.
З 1968 року і до кінця свого життя О. Г. Ситенко працював в Інституті теоретичної фізики імені М. М. Боголюбова НАН України спочатку завідувачем відділу теорії та ядерних реакцій (1968—2001), а з 1988 року — директором цього інституту.

## Наукова діяльність
Проводив дослідження у галузях ядерної взаємодії та процесів у плазмі. Дифракційна теорія ядерних процесів у світовій літературі дістала назву методу Ситенка — Глаубера. Йому належить фундаментальний внесок в теорію взаємодії високоенергетичних частинок і ядерних систем з ядрами. Сучасні уяви про ядерні процеси зіткнень при високих енергіях за участю складних частинок базуються на побудованій ним загальній теорії багаторазового дифракційного розсіяння.
Автор 17 монографій та понад 450 наукових статей.

Могила Олексія Ситенка на Байковому кладовищі

## Нагороди

Меморіальна дошка присвячена академіку НАН О.Ситенко. Київ, вул. Володимирська 51/53, 2014 р., автори — Олесь Сидорук і Крилов Борис.

- Заслужений діяч науки і техніки України (1996)[3]
- Лауреат Державної премії України в галузі науки і техніки (1992)[4]
- лауреат премії НАН України імені М. М. Боголюбова (1994)
- лауреат премії АН УРСР імені К. Д. Синельникова (1976)
- лауреат Міжнародної премії ім. Вальтера Тіррінга (2000)
- орден Трудового Червоного Прапора (1977)
- орден Дружби народів (1987)

Був іноземним членом Королівської Шведської академії наук (1991), почесним членом Угорської академії наук (1997), членом Американського фізичного товариства (1992), членом Нью-Йоркської академії наук (2000), Соросівським професором (1994) та ін.

## Родина
Старший син — Юрій Олексійович Ситенко (1951—2023), член-кореспондент НАН України, завідувач відділу теорії ядра і квантової теорії поля Інституту теоретичної фізики імені М. М. Боголюбова НАН України.

## Вшанування пам'яті
20 вересня 2013 на школі № 11 у Краматорську, де вчився Олексій Ситенко, встановлено меморіяльну дошку, автор — краматорський скульптор Іван Базилевський.
У м. Києві на будинку № 51-53 на вулиці Володимирській, де в 1970—2002 роках жив і працював науковець, встановлено меморіальну дошку.
12 лютого 2017 року на державному рівні в Україні відзначався ювілей — 90 років з дня народження Олексія Ситенка (1927—2002), фізика.
В 2023 році ім'ям ученого перейменовано вулицю в рідному Краматорську.

## Публікації
- Ситенко О. Г. Теорія розсіяння. — К. : Либідь, 1993. — 332 с.
- Ситенко О. Г., Мальнєв В. М. Основи теорії плазми. — К. : Наукова думка, 1994. — 366 с.
- Ахиезер А. И., Ситенко А. Г., Тартаковский В. К. Электродинамика ядер. — К. : Наукова думка, 1989. — 432 с.
- Ситенко А. Г. Лекции по теории рассеяния. — К. : Вища школа, 1971. — 260 с.
- Ситенко А. Г. Теория ядерных реакций. — М. : Энергоатомиздат, 1983. — 352 с.
- Ситенко А. Г. Флуктуации и нелинейное взаимодействие волн в плазме. — К. : Наукова думка, 1977. — 248 с.
- Ситенко А. Г. Электромагнитные флуктуации в плазме. — Х. : Изд-во ХГУ, 1965. — 184 с.
- Ситенко А. Г., Тартаковский В. К. Лекции по теории ядра. — М. : Атомиздат, 1972. — 352 с.